# Aegomorphus bimaculatus
Aegomorphus bimaculatus es una especie de escarabajo longicornio del género Aegomorphus,  subfamilia Lamiinae. Fue descrita científicamente por Fuchs en 1958.
Se distribuye por América del Sur, en Bolivia. Mide 7 milímetros de longitud.